# Kamälgen

Kamälgen (eller Älg i Postformulerat tillstånd) är en skulptur som stått på cirkulationsplatsen i korsningen Mikrofonvägen och Tellusborgsvägen i Västberga, södra Stockholm 2009–2015. Kamälgen föreställer ett fantasidjur som är en korsning mellan en baktrisk kamel och älg, skapad av Linda Shamma Östrand år 2009. År 2015 köpte Vasakronan Kamälgen och den fräschades upp och flyttades till deras område på Telefonplan.
| "Kamälgen" i november 2011. |  | "Kamälgen" i november 2011. |
| "Kamälgen" i november 2011. |  |                             |

Till utsmyckningen av cirkulationsplatsen vid LM Ericsson-byggnaden efterlyste fastighetsägarna i området och Stockholms stad ett verk att pryda rondellen med; en sorts överdimensionerad rondellhund. Man utlyste en tävling, "Rondell2009" på den närbelägna Konstfackskolan och en jury valde konstfackeleven Linda Shamma Östrands verk till vinnaren. Hon kallade sin skapelse Älg i Postformulerat tillstånd som är en hybrid mellan en kamel och en älg. I folkmun har den snabbt kommit att heta "Kamälgen". Kamälgen är tillverkad av  glasfiberarmerad plast och är polykromerad, mankhöjd är 2,30 meter och totalhöjd 2,60 meter.  
Fastighetsägarna har för avsikt att med några års mellanrum byta utsmyckningen i rondellen.